# Autobahnanschlussstelle Salzburg-Süd
Salzburg-Süd ist eine im Gemeindegebiet Anif gelegene Autobahnanschlussstelle der österreichischen Tauernautobahn (A10). Sie liegt bei Autobahnkilometer 8,26 und hat demnach die Nummerierung Exit 8. Salzburg-Süd ist zwischen der deutsch-österreichischen Grenze und Richtung Villach die einzige und insgesamt die am weitesten entfernte Autobahnanschlussstelle zur Stadt Salzburg.

## Geschichte
Am 13. September 1941 erfolgte die Freigabe der ersten beiden Autobahnabschnitte der NS-Reichsautobahn in der „Ostmark“: von der Behelfs-Anschlussstelle Schwarzbach, etwa 0,7 km westlich der Grenze zwischen Bayern und Österreich am Walserberg bis Salzburg-Mitte sowie vom Knoten Salzburg bis zur Autobahnanschlussstelle Salzburg Süd nahe Anif und Grödig. Bis 1942 waren die Teilstücke bis Anschlussstelle Salzburg-Süd (heute zur Tauernautobahn gehörend) und bis Salzburg-Mitte (heute zur Westautobahn gehörend) mit insgesamt 13 Kilometern Länge fertiggestellt. Danach wurden die Bauarbeiten kriegsbedingt eingestellt.
1968 begann man wieder mit der Planung und Fortführung der Autobahntrasse Richtung Süden als Tauernautobahn A 10. Bis zur Inbetriebnahme des ersten Teilstücks endete die Autobahn offiziell mit der Autobahnanschlussstelle Salzburg-Süd. Man konnte allerdings noch einige hundert Meter weiter bis zu jener Stelle fahren, wo sich heute der Maximarkt Anif befindet.
2011/2012 wurde die Anschlussstelle baulich erneuert, wobei auch die aus den 1940er Jahren stammende Brücke über die Autobahn abgerissen und durch eine Spannbetonbrücke ersetzt wurde.

## Verkehr

### Verkehrsaufkommen
Laut Verkehrsstatistik der ASFINAG frequentieren im August 2018 die Anschlussstelle Salzburg-Süd wochentags im Durchschnitt täglich insgesamt rund 87.000 Kraftfahrzeuge; freitags und samstags lag der Tagesschnitt bei 96.300 bzw. 95.000 Kfz. An Sonn- und Feiertagen waren es rund 78.300 Fahrzeuge. Richtung Norden war das Verkehrsaufkommen etwas höher als in die Gegenrichtung.

### Verbindungen
Bei der Ausfahrt Salzburg-Süd beginnt Richtung Süden die nur 3,1 km lange Berchtesgadener Straße (B160), eine Salzburger Landesstraße, auf der man auf kurzem Weg die bayrischen Gemeinden Marktschellenberg und Berchtesgaden erreicht. In die andere Richtung bildet die Anschlussstelle das südliche Ende der Salzburger Straße (B150), die hier gleichzeitig die Fortsetzung der in der Stadt Salzburg beginnenden Alpenstraße bildet. Von der Anschlussstelle gelangt man Richtung Norden in die Ortschaften Anif und Niederalm sowie nach gut 4 km an die südliche Stadtgrenze von Salzburg. Bis in das Stadtzentrum sind es weitere 4 km. Mit der Abfahrt Salzburg-Süd erreicht man auch rasch die Gemeinde Grödig sowie Taxach und Rif, die nördlichsten Teile der Stadtgemeinde Hallein.